# Леліти
Леліти (пол. Lelity) — село в Польщі, у гміні Попув Клобуцького повіту Сілезького воєводства.
Населення — 67 осіб (2011).
У 1975-1998 роках село належало до Ченстоховського воєводства.

## Демографія
Демографічна структура станом на 31 березня 2011 року:
|          | Загалом | Допрацездатний вік | Працездатний вік | Постпрацездатний вік |
| -------- | ------- | ------------------ | ---------------- | -------------------- |
| Чоловіки | 35      | 6                  | 24               | 5                    |
| Жінки    | 32      | 6                  | 16               | 10                   |
| Разом    | 67      | 12                 | 40               | 15                   |